# Váradi
A Váradi vagy Várady régi magyar családnév, amely a származási helyre utalhat: Várad és Pécsvárad (Baranya vármegye), Szilvásvárad, (Heves vármegye), Nagyvárad és Sóvárad (Románia, korábban Bihar vármegye illetve Maros-Torda vármegye), Pétervárad (Szerbia korábban Szerém vármegye), Barsvárad, azaz Alsóvárad és Felsővárad (Szlovákia, korábban Bars vármegye), Kisvárad (Szlovákia, korábban Nyitra vármegye). 2020-ban Magyarországon a 45. leggyakoribb családnév volt. 16 896 személy viselte ezt a vezetéknevet.

## Híres Váradi nevű személyek
Váradi
- Váradi Antal (1854–1923) bölcseleti doktor, drámaíró
- Váradi Gyula (1921–2003) magyar katonatiszt
- Váradi Hédi (1929–1987) magyar színésznő
- Váradi János (1982) humorista, forgatókönyvíró
- Váradi Házi János (16. század–1630 után) erdélyi diplomata, török tolmács
- Váradi Szabó János (1783–1864) magyar pedagógus, pedagógiai író
- Váradi Ottó (1948–2000) labdarúgó, hátvéd
- Váradi Péter (Adorján) (?–1501) kalocsai érsek, humanista író
- Váradi Szandra (1992) magyar bajnok labdarúgó, csatár
- Váradi Tibor (1975) vallásbölcsész, előadó, író, természetgyógyász

Várady
- Várady Antal (1819–1885) ügyvéd és földbirtokos
- Várady Béla (1953–2014) magyar labdarúgó, csatár, balszélső, edző
- Várady Gábor (1820–1906) honvéd ezredes, politikus, országgyűlési képviselő, ügyvéd
- Várady György (1926–1980) magyar színrendező, színházigazgató, színész. Élete
- Várady Lipót Árpád (1865–1923) római katolikus püspök, kalocsai érsek
- Várady Sándor (1920–2000) szobrász, Érdemes művész
- Várady Tibor (1939) jogtudós, jogász, író